# Trnova (Oštra Luka)
Pour les articles homonymes, voir Trnova.
Trnova (en serbe cyrillique : Трнова) est un village de Bosnie-Herzégovine. Il est situé dans la municipalité d'Oštra Luka et dans la république serbe de Bosnie. Selon les premiers résultats du recensement bosnien de 2013, il ne compte aucun habitant.
Avant la guerre de Bosnie-Herzégovine, le village faisait partie de la municipalité de Sanski Most ; après la guerre, il a été partiellement rattaché à la municipalité d'Oštra Luka nouvellement créée et intégrée à la république serbe de Bosnie.

## Démographie

### Évolution historique de la population dans la localité
| 1948  | 1953  | 1961  | 1971  | 1981  | 1991 | 2013 |
| ----- | ----- | ----- | ----- | ----- | ---- | ---- |
| 1 058 | 1 075 | 1 188 | 1 182 | 1 026 | 978, | 0    |

|  |